# Planophareus pallidus
Planophareus pallidus – gatunek kosarza z podrzędu Laniatores i rodziny Stygnidae. Jedyny znany przedstawiciel monotypowego rodzaju Planophareus.

## Występowanie
Gatunek wykazany z masywu Roraimy w Wenezueli.